# Castello di Hochosterwitz
Il castello di Hochosterwitz (Burg Hochosterwitz in tedesco) è uno dei più importanti castelli medievali austriaci. Si trova vicino a Sankt Georgen am Längsee, nel distretto di Sankt Veit an der Glan, in Carinzia.
Fu edificato su un costone roccioso nell'860 e completato fra il 1570 e il 1586, per divenire il baluardo inespugnabile contro le scorrerie dei turchi nella regione. Con i suoi imponenti bastioni e 14 porte a torre, il castello può essere visto da una distanza di circa 30 km in una giornata limpida.

## Storia
Il sito viene menzionato per la prima volta nell'860 in un atto del re della Francia orientale Ludovico II con cui donava alcune sue proprietà al vescovado di Salisburgo; in tale atto il luogo è denominato Astarwitza. Nell'XI secolo il castello divenne un feudo concesso dall'arcivescovo Gebeardo di Salisburgo al casato degli Sponheim in seguito al loro sostegno durante la lotta per le investiture. Nel 1209 i conti di Spanheim, divenuti intanto duchi di Carinzia, conferirono alla famiglia di Osterwitz la carica ereditaria di coppiere.
Nel suo libro Changes lo psicologo austriaco Paul Watzlawick racconta una leggenda popolare sull'assedio del castello da parte di Margherita di Tirolo. Secondo la leggenda, nota anche al cronista medievale Jakob Unrest e poi al filologo tedesco Jacob Grimm, l'esercito di Margherita fu ingannato e si ritirò quando la guarnigione del castello macellò il suo ultimo bue, lo riempì di frumento e lo lanciò oltre le mura, fingendo di avere ancora tante provviste di viveri da poterli utilizzare come proiettili. La scena è anche descritta nel libro Die häßliche Herzogin Margarete Maultasch di Lion Feuchtwanger.
Nel XV secolo l'ultimo coppiere Georg di Osterwitz fu catturato durante un'invasione turca e morì prigioniero nel 1476 senza lasciare discendenti. Hans Schenk von Osterwitz fu l'unico sopravvissuto della famiglia. Egli aveva un considerevole debito nei confronti dell'imperatore e fu costretto a cedere gli atti del castello per estinguerlo. Così, dopo quattro secoli, il 30 maggio 1478 il possesso del castello tornò nelle mani dell'imperatore Federico III.
Nei trent'anni successivi il castello fu gravemente danneggiato dalle numerose invasioni turche. Il 5 ottobre 1509 l'imperatore Massimiliano I consegnò il castello come pegno a Matthäus Lang, vescovo di Gurk, il quale intraprese un considerevole progetto di restauro per riparare i danni subiti.
Nel 1541 il futuro Imperatore Ferdinando I conferì Hochosterwitz al governatore Christof Khevenhüller. Nel 1571 il conte Georg Khevenhüller acquistò la fortezza. Egli la fortificò a causa della minaccia di invasioni turche nella regione, costruendo un arsenale e 14 porte tra il 1570 ed il 1586.
Dal XVI secolo non sono state fatte modifiche importanti a Hochosterwitz.
Nel XXI secolo il castello appartiene ancora ai Khevenhüller.
Alcune parti del castello sono aperte al pubblico e visitabili ogni anno da aprile alla fine di ottobre. Nelle vicinanze si trova una chiesa con una "rivisitazione" barocca di san Modesto, la pala di Arndorf raffigurante l'Incoronazione della Vergine, la pala di San Giorgio e un affresco di Gesù che cammina sulle acque, opera di Herbert Boeckl nel 1918.
Ogni porta di accesso al castello ha il suo nome. La prima porta è chiamata Fähnrichtor, la porta degli alfieri, per i due Lanzichenecchi affrescati ai lati sventolanti enormi bandiere a righe giallo e nere e bianco e rosse, in mezzo sta il bassorlievo del Salvatore (1580). La seconda, Wächtertor, la porta del guardiano, è addossata alla parete rocciosa e ha feritoie quadrate dalle quali si poteva sparare solo di sbieco all'ingiù; la terza, Nautor, è una semplice torretta che contribuiva alla difesa della quarta: la Englestor, torre degli angeli, protetta davanti e dietro da burroni che si oltrepassano su passerelle di legno, è l'unica ad avere un sotterraneo utilizzato come dispensa. La settima porta è sovrastata dal rilievo marmoreo del 1580 che ritrae il feudatario Giorgio Khevenhüller, l'ottava e la dodicesima si affacciano su profondi baratri insuperabili senza l'ausilio del ponte levatoio. I portoni delle torri sono architravati o ad arco, sempre con un'insegna o un'immagine religiosa. All'entrata del tredicesimo portone una diramazione sulla destra conduce alla cappella dedicata a San Nicolaus (San Nicola di Bari), all'interno della quale si trova la tomba della famiglia Khevenhüller. Oltre la quattordicesima torre difensiva si entra nel castello la cui corte principale è segnata su due lati da un portico ad arcate con loggiato superiore.

## Galleria d'immagini

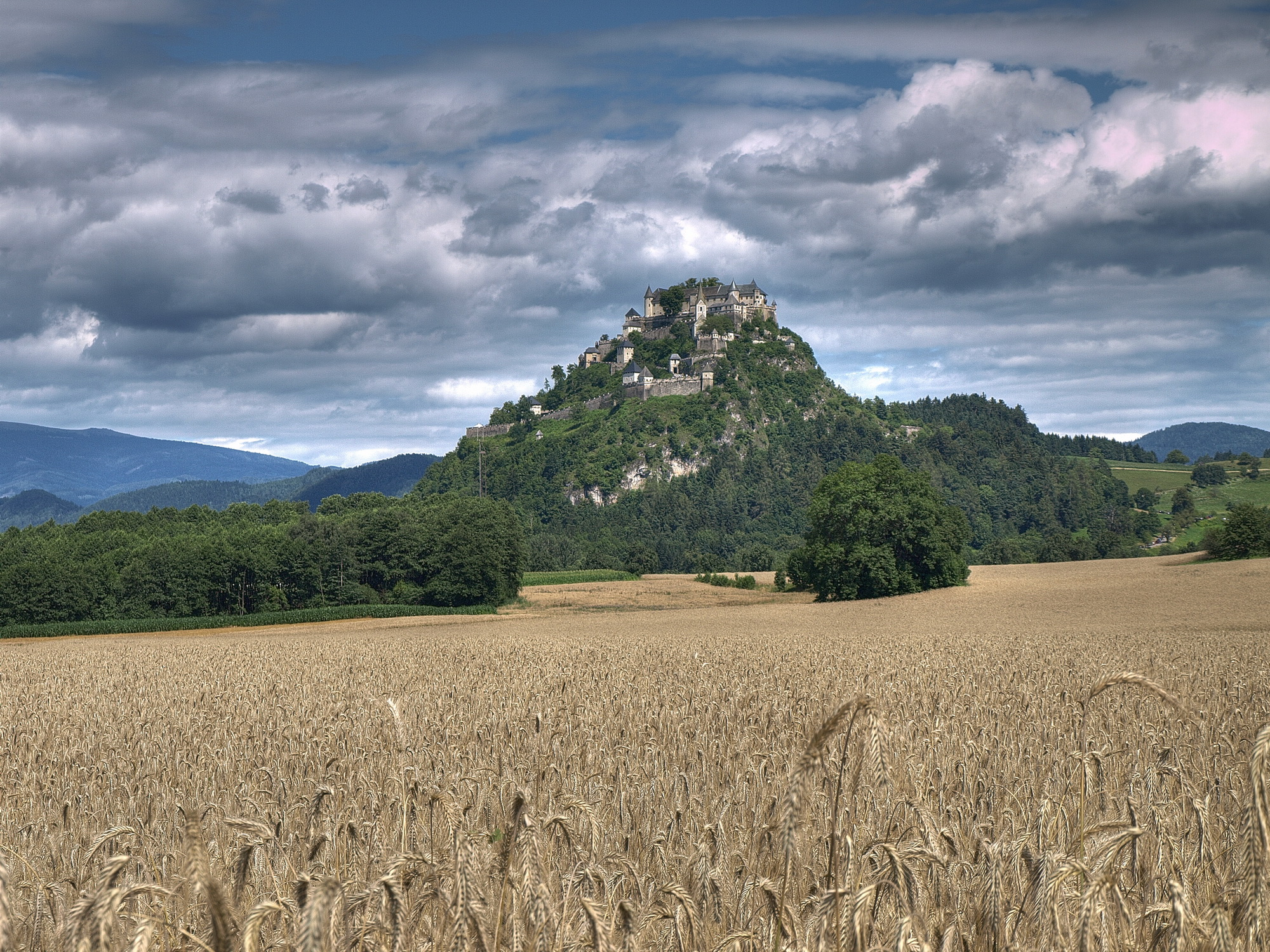
Veduta del castello dalla pianura
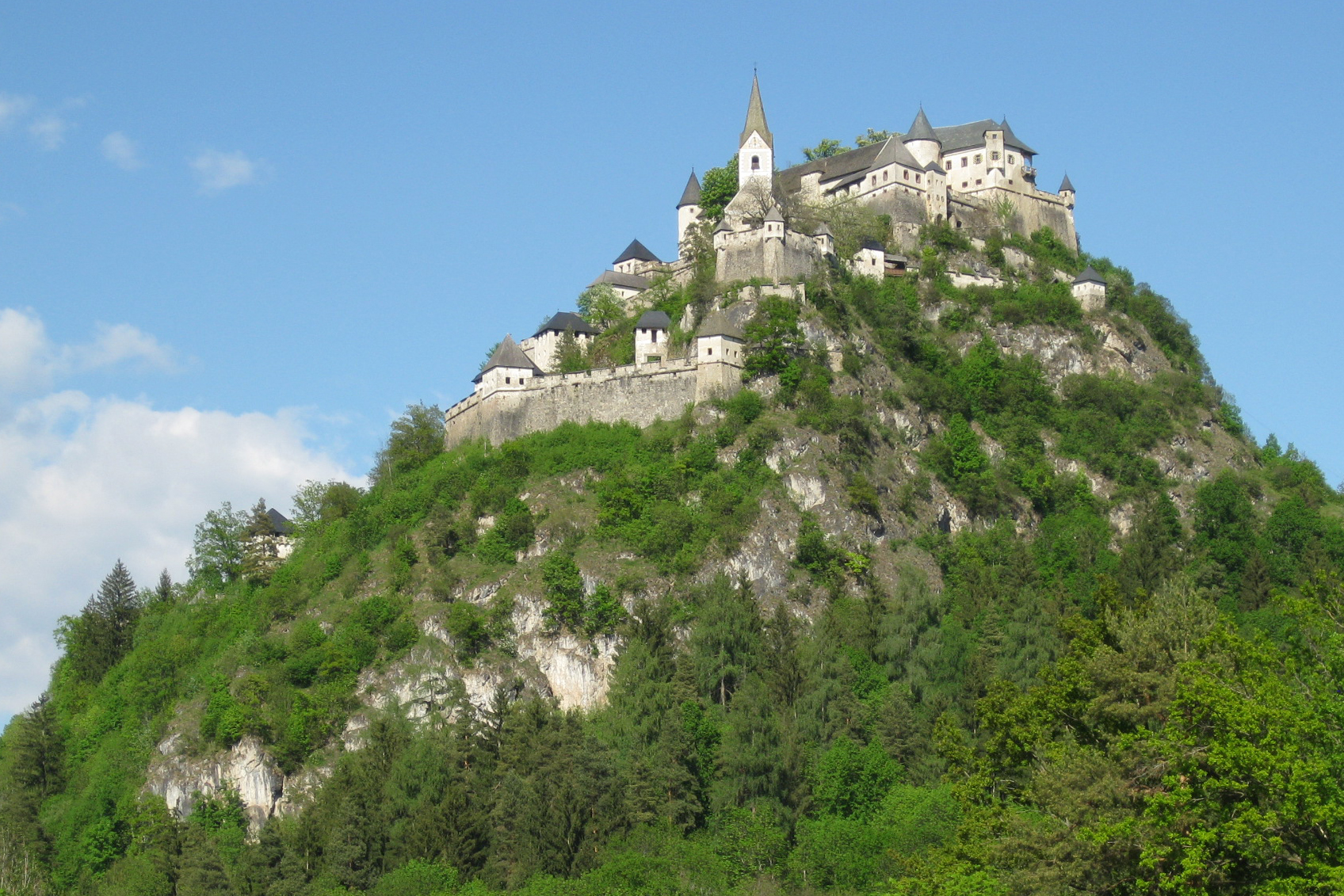
Veduta del castello dalla pianura
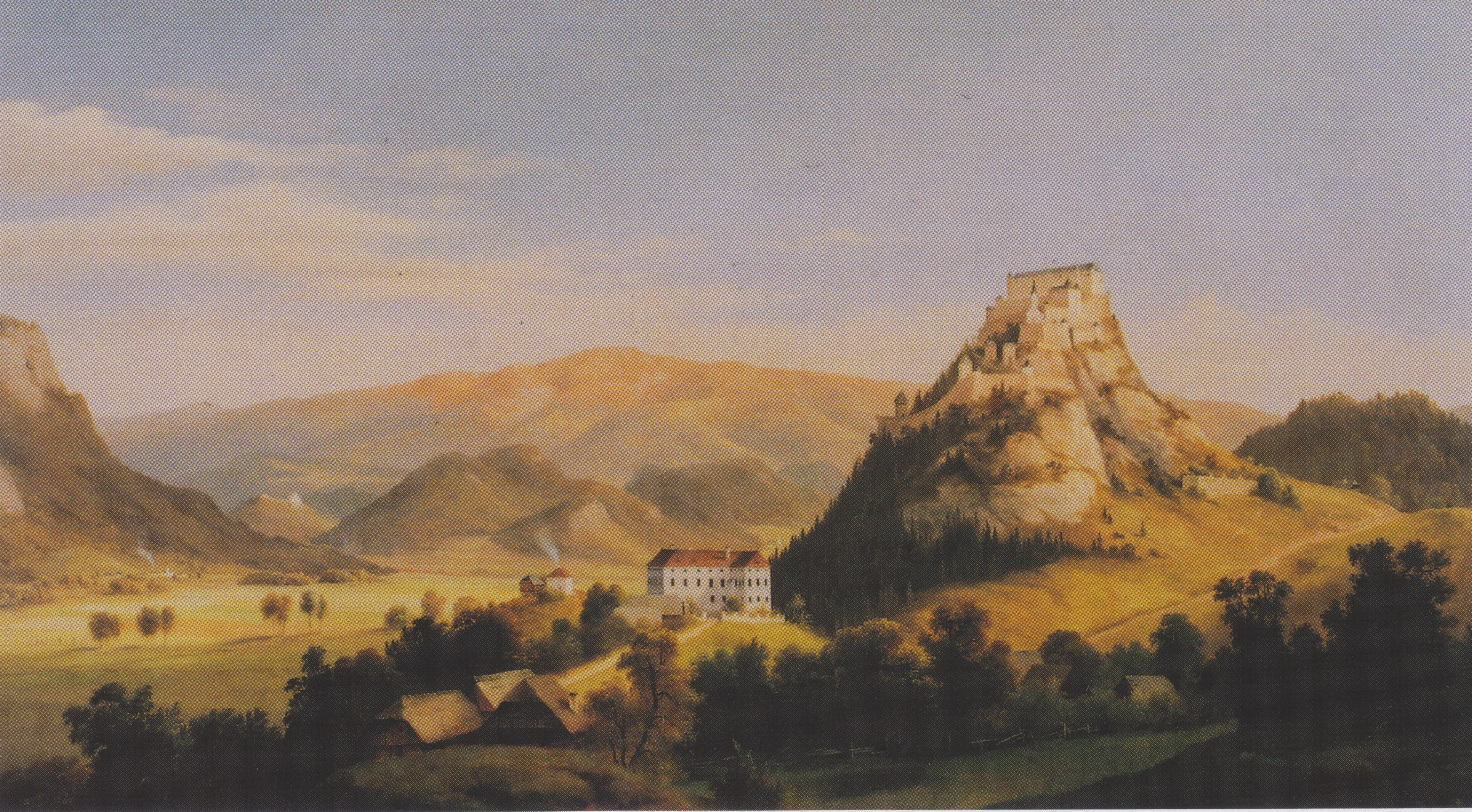
Castelli di Hochosterwitz e di Niederosterwitz in un dipinto di Markus Pernhart del XIX secolo
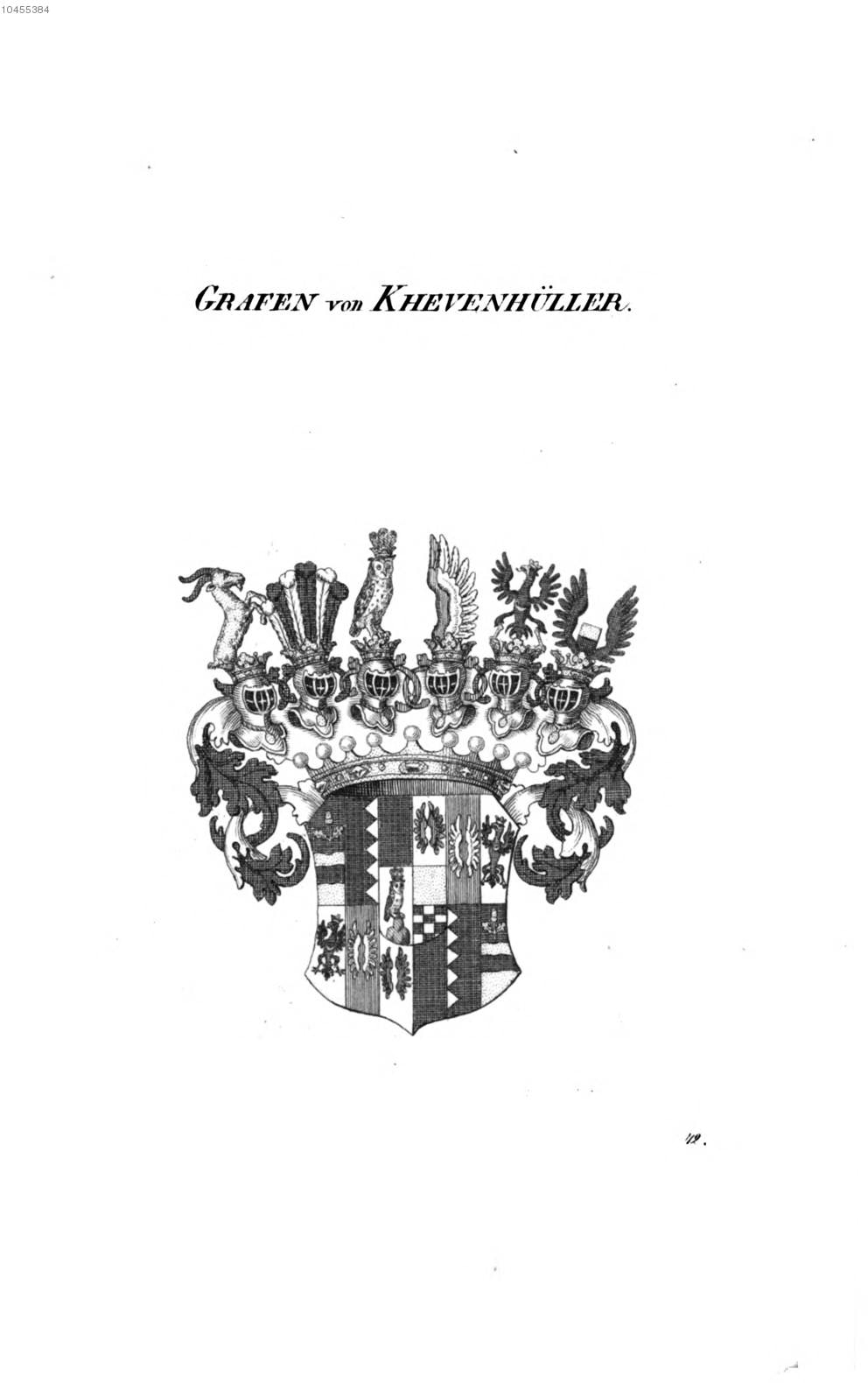
Stemma della famiglia Khevenhüller